# 汪傳浦
汪傳浦（英語：Andrew Wang，1928年12月25日—2015年1月20日），中華民國空軍上尉退休，軍火仲介商人，因在拉法葉軍購案中，被控向中華民國海軍總部武獲室整後組上校組長郭力恆行賄新台幣650萬而遭到通緝，並被認為與尹清楓的死脫不了關係。
2015年1月20日，汪傳浦因血癌末期併發心臟衰竭於病逝於倫敦。

## 生平
汪傳浦係1928年12月25日出生於江蘇鹽城，抗日戰爭勝利後，於1946年考進位於上海市，但是附屬於浙江省杭州中央航校的通訊員訓練班。1949年該校隨中華民國政府遷往台灣，被併入位於岡山的空軍通信學校正科班九期，並於同年畢業後服役。1957年考入國立政治大學西語系進修。
1960年代早期赴美國密西西比州比洛克西的契斯勒空軍基地接受美軍通訊訓練。他在美國受訓期間，和中華民國軍方駐華盛頓武官處人員及當地僑民往來密切。回國後在位於台北市的空軍單位服役，其後以空軍上尉階級退伍，經常向空軍仲介通訊電子設備，是軍火界很活躍的商人。
1980年代，汪傳浦的公司行銷代理德國西門子公司與法國湯姆笙的機場管制雷達設備。雖然他和當時的通信電子局局長李文寶中將熟識及多位軍方通航設備主辦單位中校主管是同學，但是採購軍用品並非空軍通訊使用單位能夠自主決定，因此汪代理的歐洲規格通訊設備尚無法順利取代軍方慣用的美軍援裝備。實際上，1970年代理荷蘭飛利浦及德國西門子公司標得來台後國防部第一個大計畫，雖順利完工，但也關過一批人。
1988年11月，汪為了湯姆笙公司代號為「BRAVO 喝彩專案」之拉法葉艦交易，設立專屬辦公室，並更進一步獨家代理歐美國家電子作戰系統，例如反潛、反電子干擾、飛彈發射、聲納等一系列高科技先進設備，預備銷售給海軍戰艦。1993年尹清楓命案發生後，隨即逃離台灣，不法財產恐怕難以追討。
汪傳浦說，他根本不認識尹清楓，第一次聽到尹的名字是在命案發生後從媒體上看到。尹清楓1993年5月才調到海軍武獲室，遇害時間也是1993年，但早在1991年8月底，台、法已簽訂拉法葉艦採購案合約，「尹清楓並未參與，兩者間怎麼會有關聯？」。其實正確來說：尹是1987年調總部計畫署研展組組長，經常赴美、韓、以等國參與派里、蔚山級戰艦考查與訪廠。1993年初調武獲室初任副執行長，1993年5月因修約改全船法造弊案後，調升執行長。9月初赴法，12月6日連兩天尹清楓主持拉法葉艦武器系統採購評估會議，參與者說：第一天一切正常，第二天尹電話特多常離席接電話，郭力恆坐立難安，這天告拉法葉艦貪污的黑函寄到總統府也立即送達海軍總部。
2015年1月20日，汪傳浦因血癌晚期併發心臟衰竭於英國倫敦病逝，後經中華民國駐英國台北代表處證實。
2017年7月21日，台北地方法院裁准，單獨宣告沒收已故軍火商汪傳浦家族9億14萬餘美元（包含本金4.8719億餘、孳息4.1295億餘美元），為中華民國刑事沒收制度於2016年改制後的最高金額。汪傳浦家族提出抗告，台灣高等法院（下稱高院）於2018年11月裁定准許檢察官沒收更高金額的本息9.5332億美元，後再經抗告，中華民國最高法院裁定本金3億1253萬9913.44美元沒收確定，另1億7465萬2895.28美元本金和4億8719萬2808.72美元的孳息則發還高院更為裁定。高院於2021年更一審，裁定准許檢方沒收本息5億2,074萬8,645.83美元（自2017年起算的孳息3億4609萬5750.55美元和本金1億7465萬2895.28美元相加）。汪傳浦妻葉秀貞再次提出抗告，最高法院於2021年裁定孳息沒收的部分撤銷發回高院更裁，本金1億7465萬2895.28美元駁回抗告確定，最高法院總計裁定准許沒收本金4億8719萬2808.72美元。
最高法院裁定沒收本金4億8719萬2808.72美元後，汪傳浦家族認為《中華民國刑法》的沒收制度可溯及既往有違反《中華民國憲法》疑義，進而聲請違憲審查，以及對高院作出的兩次裁定聲請法規範憲法審查，憲法法庭受理後於2022年12月2日做出〈111年憲判字第18號判決〉，刑法關於沒收制度的規定未牴觸憲法原則合憲，法規範審查的部分因未提供合法驗證文件而裁定不受理。
2023年2月2日，台灣檢調通過國際司法合作，列支敦斯登將拉法葉案首筆涉弊款項1,103萬美元匯予台北地方檢察署執行沒收程序。同年7月11日，瑞士向中華民國法務部匯回已凍結的第二筆不法所得款項1.3804億餘美元（同時依比例50：50的進行資產分享），由台北地檢署執行沒收。
2023年7月28日，台灣高等法院更二審裁定，准許檢察官聲請沒收孳息4億2958萬8279.18美元（追徵）。

## 家庭
其妻為葉秀貞；子女四人，包括汪家興、汪家勇、汪家明、汪君玲。長女汪君玲（Rebecca Wang）是時裝雜誌模特兒，也是英國社交名媛，還曾與英皇孫交往。
葉秀貞和子女汪家勇、汪家明、汪君玲、汪家興等4人，在拉法葉艦軍購案中幫助汪傳浦收取回扣等罪嫌，亦被列為刑事被告。